# Psychotria viridis
Psychotria viridis är en måreväxtart som beskrevs av Hipólito Ruiz López och Pav.. Psychotria viridis ingår i släktet Psychotria och familjen måreväxter. Inga underarter finns listade i Catalogue of Life.